# Guido Sforza Gonzaga

Stemma dei Gonzaga

Guido Sforza Gonzaga (1552 – 23 febbraio 1607). Fu consignore di Vescovato.

## Biografia
Era figlio del marchese Sigismondo II Gonzaga, dei Gonzaga di Vescovato e di Lavinia Rangoni.
Fu principe del Sacro Romano Impero e gran ciambellano del duca di Mantova Guglielmo Gonzaga, quindi suo ambasciatore presso l'imperatore Massimiliano II. Combatté in Ungheria contro i Turchi.
Morì nel 1607.

## Discendenza
Nel 1584 sposò Elena Campiglia (?-5 maggio 1596), nobildonna vicentina; ebbero otto figli:
- Elena (1585-?), monaca "suor Claudia" nel monastero di San Vincenzo dal 1610
- Sigismonda (1587-27 dicembre 1595)
- Pirro Maria (1590-1628)
- Lisabetta Lionora (26 agosto 1591-in tenera età)
- Giuliana Lisabetta (4 gennaio 1593-23 agosto 1599)
- Caterina (13 maggio 1594-22 gennaio 1609), monaca "suor Aura" in S. Vincenzo a Mantova
- Laura (15 maggio 1595-in tenera età)

## Ascendenza
|                                                 |                                                     |                                                 | Genitori                                               |  |  | Nonni |  |  | Bisnonni                                  |  |  | Trisnonni                                   |  |
|                                                 |                                                     |                                                 |                                                        |  |  |       |  |  | 8. Giovanni Gonzaga, signore di Vescovato |  |  | 16. Federico I Gonzaga, marchese di Mantova |  |
|                                                 |                                                     |                                                 |                                                        |  |  |       |  |  | 8. Giovanni Gonzaga, signore di Vescovato |  |  | 16. Federico I Gonzaga, marchese di Mantova |  |
|                                                 |                                                     | 17. Margherita di Baviera                       |                                                        |  |  |       |  |  | 8. Giovanni Gonzaga, signore di Vescovato |  |  |                                             |  |
| 4. Sigismondo I Gonzaga, signore di Vescovato   |                                                     |                                                 |                                                        |  |  |       |  |  | 8. Giovanni Gonzaga, signore di Vescovato |  |  |                                             |  |
|                                                 |                                                     | 9. Laura Bentivoglio                            | 18. Giovanni II Bentivoglio, signore di Bologna        |  |  |       |  |  |                                           |  |  |                                             |  |
|                                                 |                                                     | 9. Laura Bentivoglio                            | 18. Giovanni II Bentivoglio, signore di Bologna        |  |  |       |  |  |                                           |  |  |                                             |  |
|                                                 |                                                     | 9. Laura Bentivoglio                            | 19. Ginevra Sforza                                     |  |  |       |  |  |                                           |  |  |                                             |  |
| 2. Sigismondo II Gonzaga, marchese di Vescovato |                                                     | 9. Laura Bentivoglio                            |                                                        |  |  |       |  |  |                                           |  |  |                                             |  |
|                                                 |                                                     | 10. Cristoforo Pallavicini, marchese di Busseto | 20. Pallavicino Pallavicini, marchese di Busseto       |  |  |       |  |  |                                           |  |  |                                             |  |
|                                                 |                                                     | 10. Cristoforo Pallavicini, marchese di Busseto | 20. Pallavicino Pallavicini, marchese di Busseto       |  |  |       |  |  |                                           |  |  |                                             |  |
|                                                 |                                                     | 10. Cristoforo Pallavicini, marchese di Busseto | 21. Caterina Fieschi                                   |  |  |       |  |  |                                           |  |  |                                             |  |
| 5. Antonia Pallavicini                          |                                                     | 10. Cristoforo Pallavicini, marchese di Busseto |                                                        |  |  |       |  |  |                                           |  |  |                                             |  |
|                                                 |                                                     | 11. Bona della Pusterla                         | 22. Giuliano della Pusterla, signore di Frugarolo      |  |  |       |  |  |                                           |  |  |                                             |  |
|                                                 |                                                     | 11. Bona della Pusterla                         | 22. Giuliano della Pusterla, signore di Frugarolo      |  |  |       |  |  |                                           |  |  |                                             |  |
|                                                 |                                                     | 11. Bona della Pusterla                         | 23. Antonia Visconti                                   |  |  |       |  |  |                                           |  |  |                                             |  |
| 1. Guido Sforza Gonzaga di Vescovato            |                                                     | 11. Bona della Pusterla                         |                                                        |  |  |       |  |  |                                           |  |  |                                             |  |
|                                                 | 12. Niccolò Maria Rangoni, conte di Castelcrescente | 24. Guido I Rangoni, conte di Castelcrescente   |                                                        |  |  |       |  |  |                                           |  |  |                                             |  |
|                                                 | 12. Niccolò Maria Rangoni, conte di Castelcrescente | 24. Guido I Rangoni, conte di Castelcrescente   |                                                        |  |  |       |  |  |                                           |  |  |                                             |  |
|                                                 | 12. Niccolò Maria Rangoni, conte di Castelcrescente | 25. Giovanna Boiardo                            |                                                        |  |  |       |  |  |                                           |  |  |                                             |  |
| 6. Guido II Rangoni, conte di Castelcrescente   | 12. Niccolò Maria Rangoni, conte di Castelcrescente |                                                 |                                                        |  |  |       |  |  |                                           |  |  |                                             |  |
|                                                 |                                                     | 13. Bianca Bentivoglio                          | 26. Giovanni II Bentivoglio, signore di Bologna (= 18) |  |  |       |  |  |                                           |  |  |                                             |  |
|                                                 |                                                     | 13. Bianca Bentivoglio                          | 26. Giovanni II Bentivoglio, signore di Bologna (= 18) |  |  |       |  |  |                                           |  |  |                                             |  |
|                                                 |                                                     | 13. Bianca Bentivoglio                          | 27. Ginevra Sforza (= 19)                              |  |  |       |  |  |                                           |  |  |                                             |  |
| 3. Lavinia Rangoni                              |                                                     | 13. Bianca Bentivoglio                          |                                                        |  |  |       |  |  |                                           |  |  |                                             |  |
|                                                 |                                                     | 14. Federigo Pallavicino, marchese di Zibello   | 28. Gianfrancesco I Pallavicino, marchese di Zibello   |  |  |       |  |  |                                           |  |  |                                             |  |
|                                                 |                                                     | 14. Federigo Pallavicino, marchese di Zibello   | 28. Gianfrancesco I Pallavicino, marchese di Zibello   |  |  |       |  |  |                                           |  |  |                                             |  |
|                                                 |                                                     | 14. Federigo Pallavicino, marchese di Zibello   | 29. Giacoma Brondolini                                 |  |  |       |  |  |                                           |  |  |                                             |  |
| 7. Argentina Pallavicina                        |                                                     | 14. Federigo Pallavicino, marchese di Zibello   |                                                        |  |  |       |  |  |                                           |  |  |                                             |  |
|                                                 |                                                     | 15. Clarice Malaspina                           | 30. Gabriele II Malaspina, marchese di Fosdinovo       |  |  |       |  |  |                                           |  |  |                                             |  |
|                                                 |                                                     | 15. Clarice Malaspina                           | 30. Gabriele II Malaspina, marchese di Fosdinovo       |  |  |       |  |  |                                           |  |  |                                             |  |
|                                                 |                                                     | 15. Clarice Malaspina                           | 31. Bianca Malaspina di Castel dell'Aquila             |  |  |       |  |  |                                           |  |  |                                             |  |
|                                                 |                                                     | 15. Clarice Malaspina                           |                                                        |  |  |       |  |  |                                           |  |  |                                             |  |